# اگرا، پنجاب
اگرا، پنجاب (به انگلیسی: Agra, Punjab) یک منطقهٔ مسکونی در پاکستان است که در پنجاب (پاکستان) واقع شده‌است.

## خصوصیات
اگرا ۱۵۹ متر بالاتر از سطح دریا واقع شده‌است.